# 肛門周囲腺腫

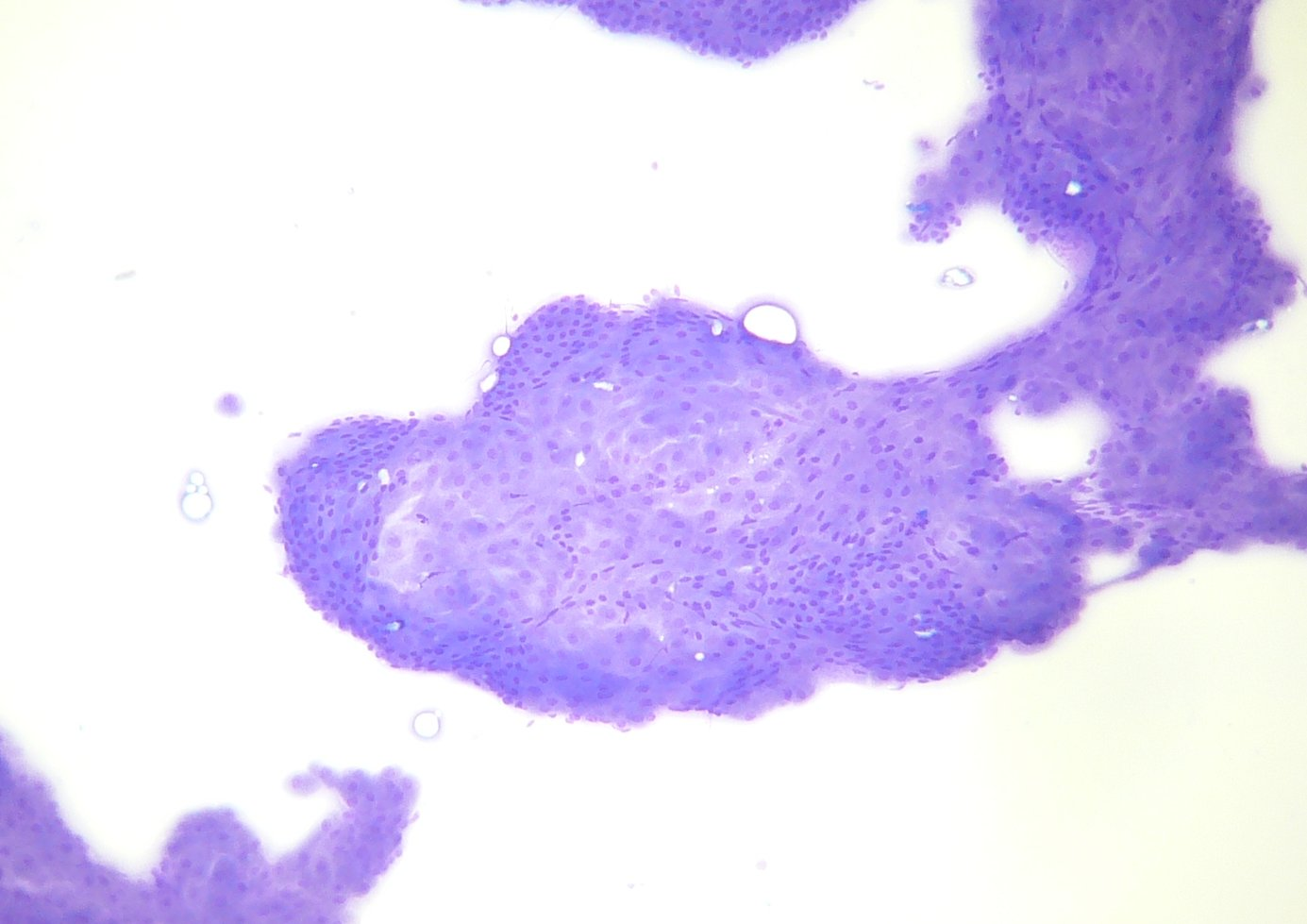
肛門周囲腺腫の細胞診像

肛門周囲腺腫(英: perianal gland tumor)とは高齢の去勢していない雄犬での発生が多い肛門周囲腺の良性腫瘍。

## 概要
肛門周囲腺は変形腺であり、主に肛門周囲、尾の基部に分布するが、大腿部、包皮などにも認められる。ネコには肛門周囲腺は存在しない。肛門周囲腺腫はホルモン依存性であり、間質細胞腫を併発することが多い。適切な治療を行わなかった場合には、肥大した腫瘍の表面が破れて出血、潰瘍、細菌感染を引き起こすことがある。肛門周囲腺腫の発生にはアンドロゲンが関与するため、雄犬では去勢により予防が可能であり、発生した肛門周囲腺腫も去勢により縮小することがある。治療は主として肛門周囲腺の外科的切除であり、未去勢であれば同時に去勢手術を行うことにより再発率を低下させることができる。外科的切除の他に化学療法、凍結療法、放射線療法などが有効である。雌犬での発生はほとんどないが、雄の肛門周囲腺腫の好発領域で認められる腫瘍はアポクリン腺癌などの悪性腫瘍が多い。肛門周囲腺癌はホルモン依存性ではなく、肛門周囲腺腫との鑑別は細胞診では困難であり、病理組織学的検査が必要である。肛門周囲腺腫と肛門周囲腺癌をまとめて肛門周囲腺腫瘍と呼ぶ。